# Josep de Togores
Josep de Togores i Llach (Sardañola del Vallés, Barcelona, 19 de julio de 1893- Barcelona, 17 de junio de 1970) fue un pintor español.
Hijo de Josep de Togores i Muntades, presidente de la Asociación de Clubs de Fútbol de Barcelona y cofundador del diario El Mundo Deportivo, a los 13 años Togores sufre una meningitis y se queda sordo, lo que le lleva a interesarse por la pintura. Comienza su formación artística con Joan Llaverias y Fèlix Mestres.
Gracias a una beca del Ayuntamiento de Barcelona, en 1907 marcha a París, donde entra en contacto con la obra de Paul Cézanne. En Bruselas pinta un cuadro (El loco de Cerdanyola) que es premiado en la Exposición Internacional que celebra la ciudad. Más tarde comienza una etapa impresionista en su obra. 
De vuelta en Cataluña, Togores entra a formar parte de la Agrupación Courbet de Barcelona, y una vez finalizada la Primera Guerra Mundial vuelve a París, donde entra en contacto con el surrealismo gracias a su relación con artistas como Georges Braque, Arístides Maillol, Max Jacob o Picasso, llegando a firmar un contrato de exclusividad con el marchante de este, Daniel-Henri Kahnweiler, hasta 1931. Este será su período más surrealista y experimental.
Durante los años 1920 comienza a ser conocido en Europa, y durante los años siguientes explora diferentes estilos como el cubismo o el academicismo, dejándose influir por las vanguardias de la época y llegando a tener influencias del clasicismo.
En 1932, de nuevo en Barcelona, cambia de marchante, comenzando su relación con Francesc Cambó y empenzando a pintar retratos de la alta sociedad catalana. Murió en 1970 a causa de un accidente de tráfico: fue atropellado por un automóvil en el barcelonés Paseo de Gracia.
- Datos: Q9013399
- Multimedia: Josep de Togores i Llach / Q9013399